# Thumatha muscula
Thumatha muscula är en fjärilsart som beskrevs av Otto Staudinger 1887. Thumatha muscula ingår i släktet Thumatha och familjen björnspinnare. Inga underarter finns listade i Catalogue of Life.